# Centi-
Centi- er et SI-præfiks, der betyder en hundrededel (1/100) og forkortes med et lille c.
Benyttes især i forbindelse med længdeenheden centimeter (cm) og rumfangsenheden centiliter (cl eller cL).